# Crocidura tanakae
Crocidura tanakae е вид бозайник от семейство Земеровкови (Soricidae).

## Разпространение
Видът е разпространен в Провинции в КНР и Тайван.